# LVS
Linux Virtual Server (LVS) este o soluție avansată de distribuție a sarcinii (load balancing) pentru sistemele Linux. Este un proiect open source inițiat de Wensong Zhang în mai 1998. Obiectivul este să construiască un sistem de înaltă performanță și cu extrem de multe resurse pentru Linux, prin folosirea arhitecturii de tip cluster. Avantjele arhitecturii cluster sunt buna scalabilitate și stabilitatea foarte bună.
Obiectivul major al momentului este dezvoltarea unei soluții software de distribuție a încărcării la nivel IP (IPVS), precum și a unei soluții software de distribuție a încărcării la nivel aplicație (KTCPVS), și de administrare a componentelor cluster-ului .
- IPVS: este o soluție software avansată de distribuție a încărcării la nivel IP implementată în interiorul kernel-ului Linux. Codul IPVS este inclus deja  în kernel-ele Linux standard 2.4 și 2.6.
- KTCPVS: software de distribuție a încărcării la nivel aplicație, în lucru în acest moment.

Utilizatorii pot folosi soluția LVS pentru a oferi servicii scalabile de rețea, precum serviciile web, servicii e-mail, servicii media și servicii VoIP, și pentru a integra servicii de rețea scalabile în servicii extrem de stabile de tip aplicații e-commerce sau e-government.
Soluțiile LVS sunt folosite deja practic în multe aplicați reale din întreaga lume. 